# عشرة أساسيات

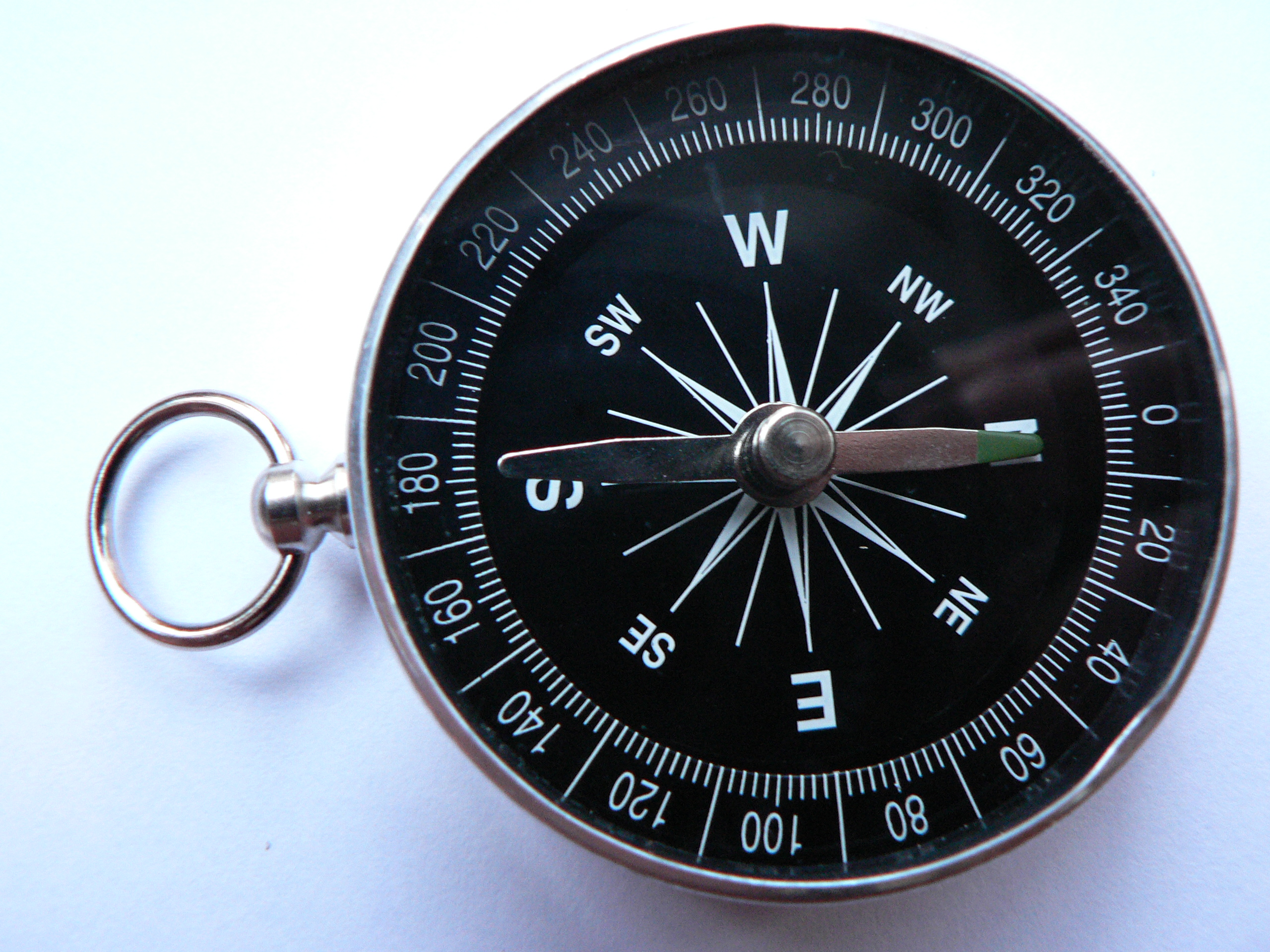
البوصلة إحدى الأسياسيات العشرة.

عشرة أساسيات (بالإنجليزية:Ten Essentials) هو مصطلح يشير إلى 10 أدوات أساسية يجب على الشخص الذي يكون في رحلة تنزه لمسافات طويلة أو في رحلة كشفية أن يقتنيها لكي تكون الرحلة أكثر أماناً من المخاطر وقد ظهر هذا المصطلح لأول مره عام 1974.

## الأدوات العشرة
وفقًا لمنظمة The Mountaineers، اعتبارًا من 2018، تتكون الأساسيات العشر من:
- الملاحة: خريطة، مقياس الارتفاع، بوصلة، جهاز نظام التموضع العالمي،محطة إرشاد راديوي للطوارئ محددة للمواقع
- مصباح يدوي: مع مصباح LED وبطاريات احتياطية
- الحماية من أشعة الشمس: نظارات شمسية، ملابس واقية من الشمس، واقي من الشمس
- الإسعافات الأولية: حقيبة إسعافات أولية
- السكين: سكين، طقم إصلاح، أداة متعددة، شريط لاصق، حبل
- النار: إما قداحة أو أعواد الثقاب، أو أي جهاز آخر لإشعال النار
- المأوى: خيمة بلاستيكية أنبوبة أو كيس قمامة بلاستيكي جامبو
- طعام إضافي
- ماء إضافي
- ملابس إضافية ضرورية للبقاء على قيد الحياة ليلاً في ملجأ الطوارئ

## روابط إضافية
- "العشر الأساسيات الجديدة". Mountaineers Books. مؤرشف من الأصل في 2012-09-16.